# Manfioli Lampugnano
Manfioli Lampugnano († 27. Juli 1396) war ein Erzbischof der Römisch-katholischen Kirche.

## Leben
Manfioli Lampugnano wurde im Oktober 1385 zum Erzbischof von Ragusa im heutigen Kroatien bestellt. Am 10. Juli 1387 wurde er dann von Papst Urban VI. zum Erzbischof von Messina ernannt. Konsekriert wurde er 1390 von Papst Bonifatius IX. Am 1. März 1392 wurde er Bischof/Erzbischof "pro hac vice" von Krakau und am 17. April 1393 Bischof/Erzbischof "pro hac vice" von Plock.